# Saison 2018-2019 du SC Fribourg
Maillots
Chronologie
Saison précédente Saison suivante
La saison 2018-2019 est la 3e saison du SC Fribourg consécutive en Bundesliga.

## Transferts

### Transferts estivaux
| Nom      | Nationalité | Poste | Transfert | Provenance/Destination | Division |
| -------- | ----------- | ----- | --------- | ---------------------- | -------- |
| Arrivées |             |       |           |                        |          |
| Départs  |             |       |           |                        |          |

### Transferts hivernaux
| Nom                 | Nationalité | Poste  | Transfert | Provenance/Destination | Division            |
| ------------------- | ----------- | ------ | --------- | ---------------------- | ------------------- |
| Arrivées            |             |        |           |                        |                     |
| Vincenzo Grifo      | Italie      | Milieu | Prêt      | TSG Hoffenheim         | Bundesliga          |
| Départs             |             |        |           |                        |                     |
| Caleb Stanko        | États-Unis  | Milieu | Transfert | FC Cincinnati          | Major League Soccer |
| Patrick Kammerbauer | Allemagne   | Milieu | Prêt      | Holstein Kiel          | 2.Bundesliga        |

## Compétitions
| Treizième 36 points | Premier tour |
| 8V 12N 14D          | 1V 0N 1D     |
| TOTAL: 9V 12N 15D   |              |

### Championnat

#### Classement
| Rang | Équipe        | Pts | J  | G  | N  | P  | Bp | Bc | Diff |
| ---- | ------------- | --- | -- | -- | -- | -- | -- | -- | ---- |
| 11   | Hertha Berlin | 43  | 34 | 11 | 10 | 13 | 49 | 57 | −8   |
| 12   | FSV Mayence   | 43  | 34 | 12 | 7  | 15 | 46 | 57 | −11  |
| 13   | SC Fribourg   | 36  | 34 | 8  | 12 | 14 | 46 | 61 | −15  |
| 14   | Schalke 04    | 33  | 34 | 8  | 9  | 17 | 37 | 55 | −18  |
| 15   | FC Augsburg   | 32  | 34 | 8  | 8  | 18 | 51 | 71 | −20  |

#### Évolution du classement et des résultats
| Résultat | D   | D   | N   | V   | V   | D   | N   | N   | V   | N   | D   | N   | D   | V   | D   | N   | V   | D   | D   | N   | N   | N   | V   | D   | V   | N   | N   | D   | D   | D   | D   | N   | D   | V   | — | — | — |
| Rang     | 16e | 16e | 15e | 14e | 10e | 13e | 11e | 11e | 11e | 10e | 11e | 11e | 13e | 12e | 12e | 12e | 11e | 13e | 13e | 13e | 13e | 13e | 13e | 13e | 12e | 11e | 12e | 13e | 13e | 13e | 13e | 13e | 13e | 13e | 0 |   |   |

## Joueurs et encadrement technique

### Effectif professionnel
Le tableau suivant liste l'effectif professionnel du SC Fribourg pour la saison 2018-2019.

## Statistiques

### Statistiques collectives
| Compétition       | Débute au tour | Termine       | Matches joués | Gagnés | Nuls | Perdus | Buts pour | Buts contre | Différence |
| ----------------- | -------------- | ------------- | ------------- | ------ | ---- | ------ | --------- | ----------- | ---------- |
| Bundesliga        | -              | Treizième     | 34            | 8      | 12   | 14     | 46        | 61          | -15        |
| Coupe d'Allemagne | Premier tour   | Deuxième tour | 2             | 1      | 0    | 1      | 3         | 4           | -1         |
| Total             | -              | -             | 36            | 9      | 12   | 15     | 49        | 65          | -16        |

### Statistiques individuelles
(Mis à jour le 22 décembre 2018)
| Numéro | Nat. | Nom           | Championnat | Championnat | Championnat    | Championnat | Championnat  | Coupe d'Allemagne | Coupe d'Allemagne | Coupe d'Allemagne | Coupe d'Allemagne | Coupe d'Allemagne | Total | Total       | Total          | Total  | Total        |
| Numéro | Nat. | Nom           | M.j.        | But inscrit | Passe décisive | Averti      | Carton rouge | M.j.              | But inscrit       | Passe décisive    | Averti            | Carton rouge      | M.j.  | But inscrit | Passe décisive | Averti | Carton rouge |
| ------ | ---- | ------------- | ----------- | ----------- | -------------- | ----------- | ------------ | ----------------- | ----------------- | ----------------- | ----------------- | ----------------- | ----- | ----------- | -------------- | ------ | ------------ |
| 1      |      | Schwolow      | 17          | 0           | 0              | 1           | 0            | 2                 | 0                 | 0                 | 0                 | 0                 | 19    | 0           | 0              | 1      | 0            |
| 3      |      | Lienhart      | 8           | 0           | 0              | 0           | 0            | 2                 | 0                 | 0                 | 0                 | 0                 | 10    | 0           | 0              | 0      | 0            |
| 5      |      | Gulde         | 17          | 1           | 0              | 3           | 0            | 1                 | 0                 | 0                 | 0                 | 0                 | 18    | 1           | 0              | 3      | 0            |
| 7      |      | Niederlechner | 9           | 1           | 0              | 2           | 0            | 1                 | 0                 | 0                 | 0                 | 0                 | 10    | 1           | 0              | 2      | 0            |
| 8      |      | Frantz        | 15          | 2           | 1              | 1           | 0            | 2                 | 1                 | 0                 | 0                 | 0                 | 17    | 3           | 1              | 1      | 0            |
| 9      |      | Höler         | 11          | 2           | 0              | 0           | 0            | 2                 | 0                 | 0                 | 1                 | 0                 | 13    | 2           | 0              | 1      | 0            |
| 11     |      | Waldschmidt   | 16          | 5           | 3              | 1           | 0            | 2                 | 0                 | 0                 | 1                 | 0                 | 18    | 5           | 3              | 2      | 0            |
| 13     |      | Terrazzino    | 10          | 0           | 0              | 0           | 0            | 1                 | 0                 | 0                 | 0                 | 0                 | 11    | 0           | 0              | 0      | 0            |
| 14     |      | Kammerbauer   | 1           | 0           | 0              | 0           | 0            | 0                 | 0                 | 0                 | 0                 | 0                 | 1     | 0           | 0              | 0      | 0            |
| 15     |      | Stenzel       | 9           | 0           | 0              | 2           | 1            | 2                 | 0                 | 1                 | 0                 | 0                 | 11    | 0           | 1              | 2      | 1            |
| 16     |      | Ravet         | 3           | 0           | 0              | 0           | 0            | 1                 | 0                 | 0                 | 0                 | 0                 | 4     | 0           | 0              | 0      | 0            |
| 17     |      | Kübler        | 9           | 0           | 2              | 2           | 0            | 0                 | 0                 | 0                 | 0                 | 0                 | 9     | 0           | 2              | 2      | 0            |
| 18     |      | Petersen      | 13          | 3           | 0              | 0           | 0            | 2                 | 2                 | 0                 | 2                 | 0                 | 15    | 5           | 0              | 2      | 0            |
| 19     |      | Haberer       | 12          | 0           | 1              | 1           | 0            | 1                 | 0                 | 0                 | 0                 | 0                 | 13    | 0           | 1              | 1      | 0            |
| 20     |      | Gondorf       | 11          | 2           | 0              | 2           | 0            | 1                 | 0                 | 0                 | 0                 | 0                 | 12    | 2           | 0              | 2      | 0            |
| 22     |      | Sallai        | 7           | 2           | 0              | 2           | 0            | 0                 | 0                 | 0                 | 0                 | 0                 | 7     | 2           | 0              | 2      | 0            |
| 23     |      | Heintz        | 17          | 1           | 1              | 0           | 0            | 2                 | 0                 | 0                 | 0                 | 0                 | 19    | 1           | 1              | 0      | 0            |
| 25     |      | Koch          | 16          | 1           | 0              | 2           | 0            | 1                 | 0                 | 0                 | 0                 | 0                 | 17    | 1           | 0              | 2      | 0            |
| 27     |      | Höfler        | 11          | 0           | 0              | 4           | 0            | 2                 | 0                 | 0                 | 1                 | 0                 | 13    | 0           | 0              | 5      | 0            |
| 30     |      | Günter        | 17          | 0           | 4              | 2           | 0            | 2                 | 0                 | 0                 | 0                 | 0                 | 19    | 0           | 4              | 2      | 0            |
| 34     |      | Kleindienst   | 4           | 0           | 0              | 0           | 0            | 2                 | 0                 | 1                 | 0                 | 0                 | 6     | 0           | 1              | 0      | 0            |
| 36     |      | Okoroji       | 1           | 0           | 0              | 0           | 0            | 0                 | 0                 | 0                 | 0                 | 0                 | 1     | 0           | 0              | 0      | 0            |